# Беспосадочный перелёт Москва — Дальний Восток
Беспосадочный перелёт Москва — Дальний Восток — беспосадочный перелёт советских авиаторов, совершённый как мужским, так и женским экипажами.

## История полётов

Бряндинский и Коккинаки намечают маршрут полёта Москва — Дальний Восток

### Беспосадочный перелёт мужского экипажа
27—28 июня 1938 года на самолёте ЦКБ-30 «Москва» экипаж в составе лётчика В. К. Коккинаки и штурмана А. М. Бряндинского совершил беспосадочный перелёт по маршруту Москва — Дальний Восток (город Спасск-Дальний, Приморский край) протяжённостью 7580 километров (6850 километров по прямой).
Стартовав 27 июня в 8 час. 36 мин. с подмосковного аэродрома в Щёлково, 28 июня в 16 час. 12 мин. по местному времени самолёт приземлился в г. Спасск-Дальний. Полёт продолжался более суток (24 часа 36 минут). Коккинаки и Бряндинский установили рекорд скорости на двухместном самолёте, одновременно проложив новый кратчайший путь от Москвы к берегам Тихого океана.
За выполнение этого перелёта лётчику-испытателю Коккинаки Владимиру Константиновичу и штурману Бряндинскому Александру Матвеевичу 17 июля 1938 года было присвоено звание Героя Советского Союза.

### Беспосадочный перелёт женского экипажа
24—25 сентября 1938 года на самолёте АНТ-37 «Родина» экипаж в составе командира — В. С. Гризодубовой, второго пилота — П. Д. Осипенко, штурмана — М. М. Расковой совершил беспосадочный перелёт Москва — Дальний Восток (Керби, район Комсомольска-на-Амуре) протяжённостью 6450 км (по прямой — 5910 км). В ходе перелёта (26 часов 29 минут) был установлен женский мировой авиационный рекорд дальности полёта.
После Урала связь лётчиц с землёй прервалась. В районе Байкала связь была полностью потеряна, а полёт продолжался в сложных метеорологических условиях: порывы ветра, обледенение… Пришлось снизить высоту полета, увеличив расход топлива.
Полётные карты вытянуло наружу из-за разности в давлении, когда Марина Раскова открыла астролюк, пытаясь сориентироваться по звёздам в разрывах между тучами. От Байкала пришлось идти практически без ориентиров, без карт, связи, при неизвестной скорости ветра. Понимая, что они рискуют пересечь границу с Китаем, после Байкала Гризодубова взяла магнитный курс 90 градусов с упреждением на максимально сильный ветер и снос самолёта на юг, продолжив полёт ещё несколько часов.
Утром в разрывах облаков экипаж обнаружил, что полёт проходит над морем и островами — Шантарскими в Охотском море. Тогда командир развернула самолёт на 180 градусов, взяв курс на Хабаровск. И тут загорелась красная лампочка аварийного остатка топлива, которого осталось на полчаса полета. Поняв, что долететь до Хабаровска невозможно, Гризодубова решила садиться в тайге с убранными шасси и приказала Расковой прыгать с парашютом, потому что подобная посадка смертельно опасна для сидящего впереди штурмана.
Для посадки Гризодубова выбрала заросшее озеро посреди тайги в верховьях таёжной реки Амгуни. Валентина Степановна посадила самолёт очень аккуратно — только лопасти винтов немного погнулись от удара о воду. Самолёт после этого перелёта продолжал эксплуатироваться.

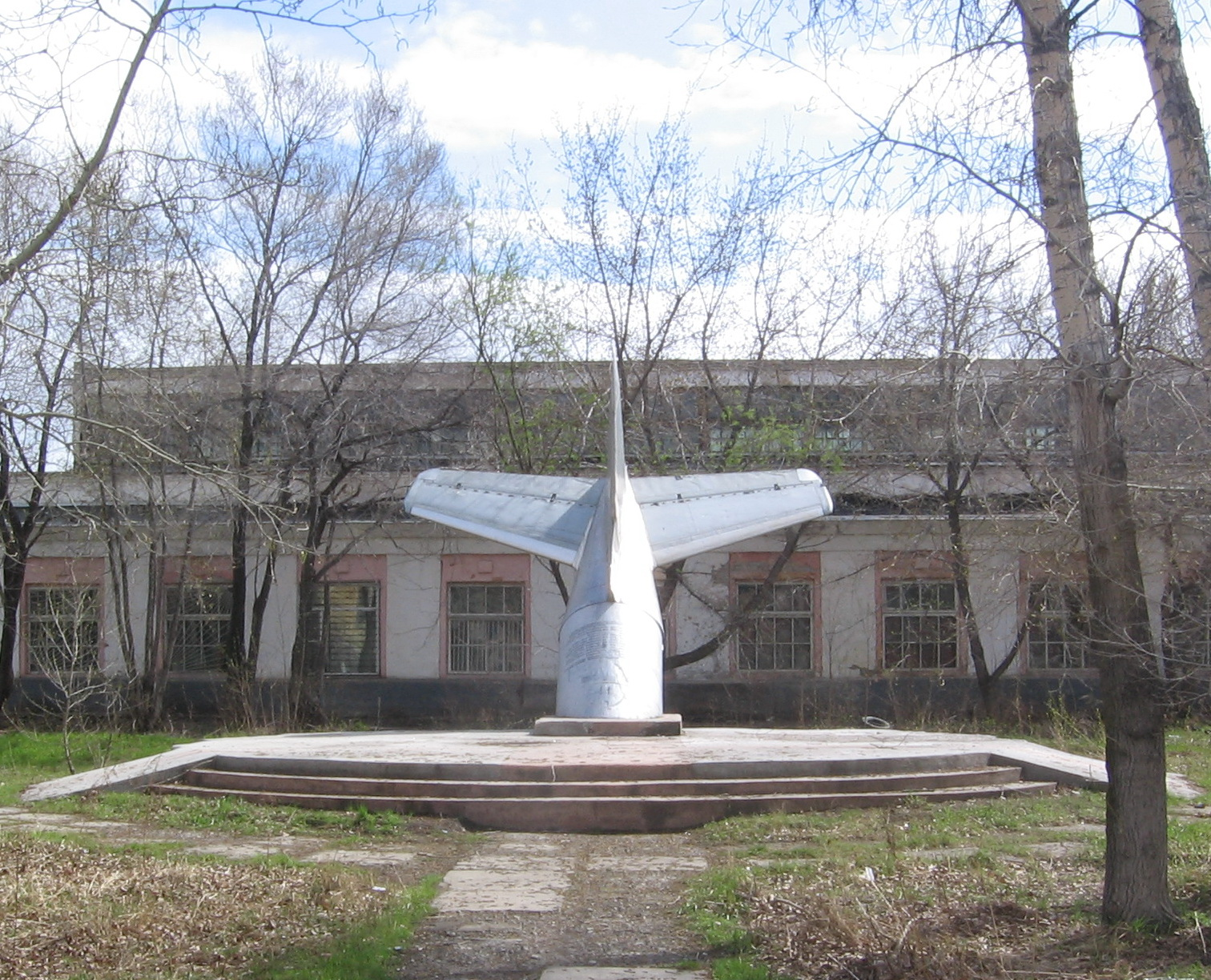
Памятник погибшим в авиакатастрофе «Дугласа» и ТБ-3, подлинный хвост самолёта «Дуглас» А. М. Бряндинского. Комсомольск-на-Амуре, ул. Кирова

Точного места приземления «Родины» никто не знал, и начались его поиски. Только 3 октября 1938 года лётчик ГВФ Михаил Сахаров обнаружил самолёт с воздуха. 4 октября 1938 года в ходе операции по спасению экипажа совершившего вынужденную посадку самолёта «Родина» в воздухе столкнулись самолёты «Douglas DC-3» под управлением Героя Советского Союза А. М. Бряндинского и ТБ-3, на борту которого находился командующий ВВС 2-й отдельной Краснознамённой армии Яков Сорокин. Часть экипажей и пассажиров обоих самолётов успела выпрыгнуть на парашютах, но 15 человек погибли.

В результате расследования происшествия было установлено, что 
Сорокин без какой бы то ни было надобности и разрешения центра, но с согласия командования 2 ОКА вылетел на ТБ-3 к месту посадки самолёта «Родина», очевидно, с единственной целью, чтобы потом можно было сказать, что он, Сорокин, также принимал участие в спасении экипажа «Родина», хотя ему этого никто не поручал и экипаж «Родина» уже был обнаружен. 
Вслед за Сорокиным на «Дугласе» вылетел Бряндинский, который также не имел на то ни указаний, ни права, целью которого были, очевидно, те же мотивы, что и у Сорокина.
Из села Керби вышел катер «Дальневосточный», который, дойдя до верховьев бурной Амгуни, подобрал женщин в тайге. Экипаж был доставлен в Комсомольск-на-Амуре, где сохранилась мемориальная плита на доме, в котором останавливались лётчицы. Напротив дома установлен памятник погибшим в авиакатастрофе 4 октября.
В Хабаровске героических лётчиц чествовал весь город. По спецсвязи была устроена прямая телефонная линия с родственниками в радиоэфире.
За выполнение перелёта и проявленные мужество и героизм Гризодубовой, Осипенко и Расковой 2 ноября 1938 года было присвоено звание Героя Советского Союза.

## Память
- В честь этого события были выпущены почтовые марки и почтовый конверт СССР:

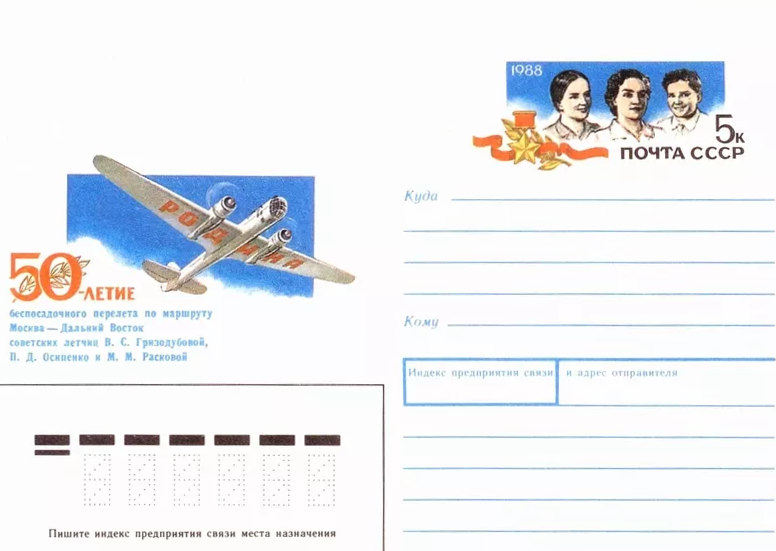
Почтовый конверт СССР: 50-летие полёта Москва − Дальний Восток

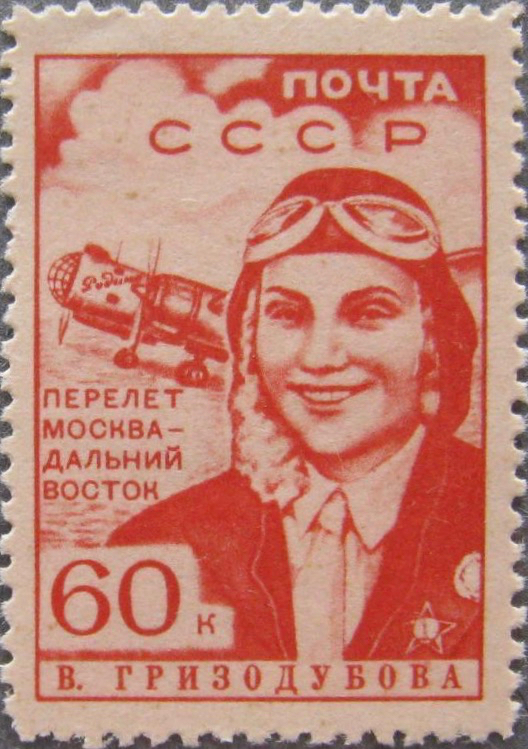
Валентина Гризодубова
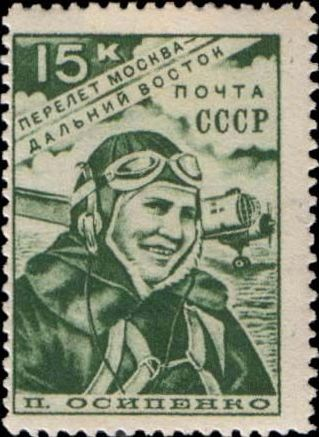
Полина Осипенко
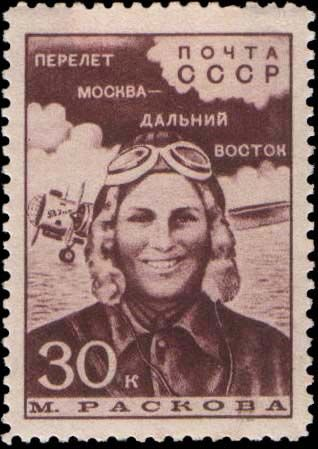
Марина Раскова

- В 1939 году был снят один из первых цветных мультфильмов довоенного СССР[8] — «Таёжные друзья», посвящённый героям-лётчицам.
- После гибели Полины Осипенко в 1939 году село Керби, где совершил посадку женский экипаж, было переименовано в Село имени Полины Осипенко.
- В 1998 году, в честь 60-летия знаменитого беспосадочного перелёта, российский клуб «Авиатриса» осуществил юбилейный перелёт Москва — Дальний Восток[9].